# 宮津城
宮津城（みやづじょう）は、丹後国与謝郡宮津（京都府宮津市鶴賀）にあった日本の城。現存していれば日本の海城を代表する城であった。

## 歴史

### 前史

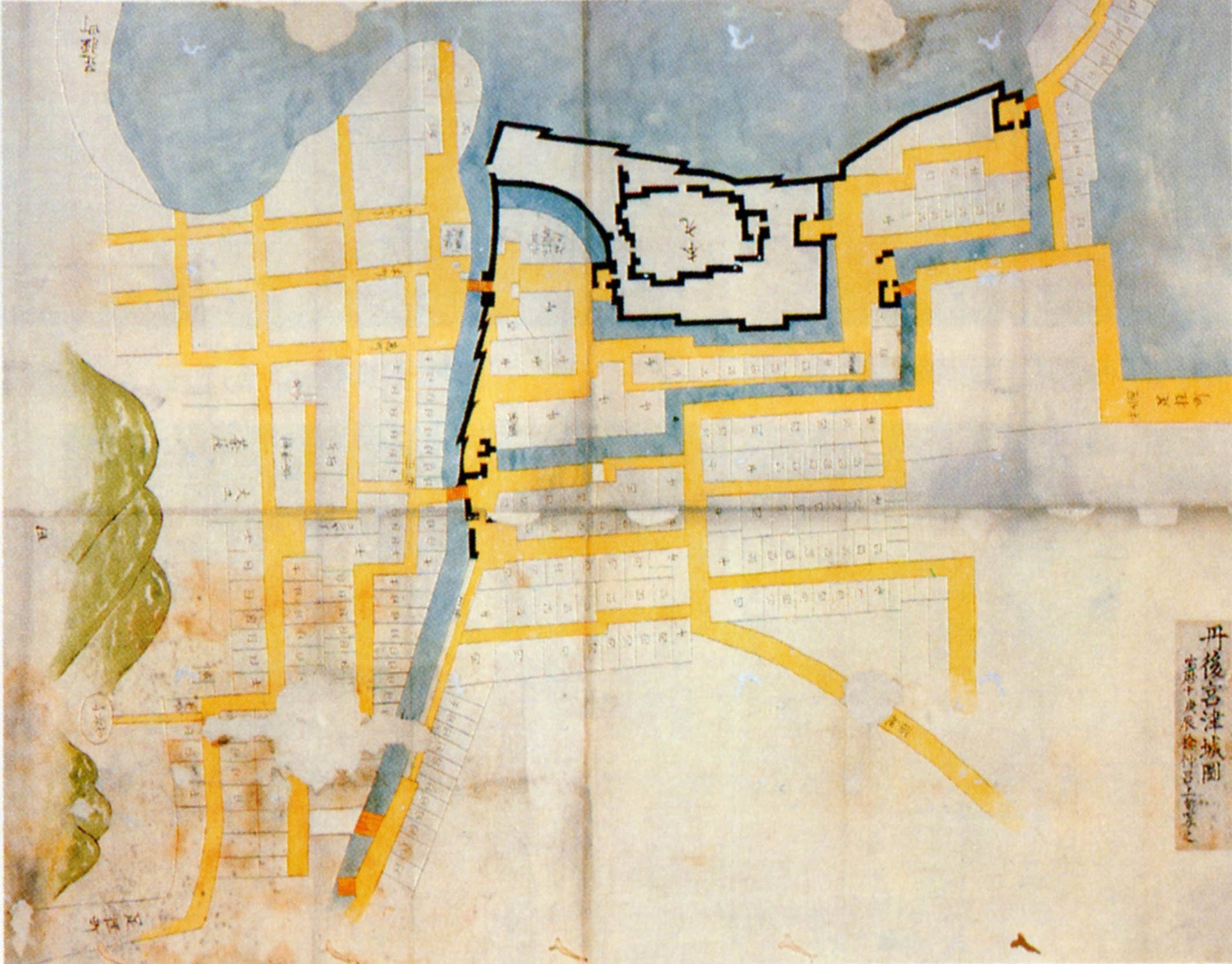
宮津城縄張絵図

国府のあった宮津の地は、古代より丹後の中心地であった。この付近には一色氏の本拠地があり、いたる所に支城や砦が築かれていた。1579年（天正7年）、細川藤孝と明智光秀は信長の命により、丹後国を侵略し、旧国主であった一色氏を滅亡させた。その功により細川藤孝には丹後国が与えられ、明智光秀には丹波国が与えられた。
一色氏の城であった宮津八幡山城に石垣を施し山麓に居所と家臣の屋敷を集め当初の本拠地としたものの信長の命により光秀の指図をあおぎ海岸に新城を設けることとなった。
藤孝は宮津城を築き、ここを丹後経営の中心地とした。
しかし藤孝は1582年（天正10年）の本能寺の変に際して明智家との非協力を内外に伝えるため出家し、幽斎と称して田辺城（現舞鶴市）に隠居した。その後の宮津城は幽斎の息子忠興の居城となるが、1600年の関ヶ原前夜、忠興が会津征伐へ赴いている最中に石田三成が、豊臣秀吉の遺命を無視する徳川家康の打倒を宣言した。細川家は徳川方に味方するが、これにより丹後細川領は西軍から攻撃を受けることになった。留守を守る藤孝は宮津城を放棄、焼き払った後に隠居所の田辺城に篭城し、後、勅命により開城した（田辺城の戦い）。
関ヶ原の戦い後、細川家は豊前国に転封した。

### 江戸時代
代わりに京極高知が関ヶ原戦いの戦功の恩賞として丹後国一国12万3千石を拝領し入封した。
高知は晩年、丹後の中心地をふたたび舞鶴から宮津城に移し、城もこの時に丹後一国を支配した国持大名丹後藩京極家の本拠地として大規模に改修された。
また、港湾も整備され北前船の寄港地として政治経済の中心として栄える。
晩年、高知は丹後藩を3分割し、本藩の宮津藩・支藩の田辺藩・支藩の峰山藩を創設した。宮津藩主になった京極高広は、さらに宮津城を大規模に改修し、本丸に七基の二重櫓をあげるなど、近世の城として宮津城を作り直した。なお、当初の田辺藩や峰山藩は丹後藩（宮津藩）の藩内の分家であり、独立した藩ではないという見方もある。
しかし京極家は3代当主・京極高国の時代に改易された。京極家は名家でもあったので、子孫は高家に取り立てられた。その後の宮津城は、徳川幕府の譜代大名によって永井家・阿部家・奥平家・青山家と目まぐるしく城主が替わったが、1758年（宝暦8年）に松平資昌が7万7千石で入封し、以後7代続いて明治維新を迎えた。

## 城郭
城郭そのものは土の中に埋もれ見た目には姿を消したが、宮津市立宮津小学校に馬場先御門の太鼓門が残されている。
2004年（平成16年）の平成16年台風第23号による大手川の河川改修をきっかけに城壁復元に取り組み、2010年（平成22年）に完成した。併せて宮津城の太鼓門も宮津小学校裏門から正門に移築された。また、京都府与謝郡与謝野町の愛宕神社拝殿は、宮津城内にあった殿舎の玄関を移築した唐破風の建物である。

### 遺構
- 石垣、太鼓門
- 大手川に沿った城壁（近年の再建）
- 御殿の玄関（隣り町の神社へ移築）
- 東側 南東側の外濠

### 関連建造物
- 武家屋敷跡 - 公園に細川ガラシャ像が建つ。

## 交通
- 京都丹後鉄道（WILLER TRAINS）宮津駅下車、徒歩10分